# 영평 (후한)
영평(永平)은 중국 후한(後漢) 명제(明帝)의 연호이다. 58년에서 75년까지 18년 동안 사용하였다. 75년 8월에 명제의 뒤를 이어 즉위한 장제(章帝)가 남은 4개월 동안 이어서 사용하였으며 76년에 개원하였다.

## 개원
영평(永平) 원년 1월 1일(58년 2월 13일)에 연호를 영평(永平)으로 개원함.

## 연대대조표
| 영평                | 원년       | 2년        | 3년        | 4년        | 5년        | 6년        | 7년        | 8년        | 9년        | 10년       |
| 서력                | 58년       | 59년       | 60년       | 61년       | 62년       | 63년       | 64년       | 65년       | 66년       | 67년       |
| 육십간지 (六十干支) | 무오(戊午) | 기미(己未) | 경신(庚申) | 신유(辛酉) | 임술(壬戌) | 계해(癸亥) | 갑자(甲子) | 을축(乙丑) | 병인(丙寅) | 정묘(丁卯) |
| 영평                | 11년       | 12년       | 13년       | 14년       | 15년       | 16년       | 17년       | 18년       |            |            |
| 서력                | 68년       | 69년       | 70년       | 71년       | 72년       | 73년       | 74년       | 75년       |            |            |
| 육십간지 (六十干支) | 무진(戊午) | 기사(己巳) | 경오(庚午) | 신미(辛未) | 임신(壬申) | 계유(癸酉) | 갑술(甲戌) | 을해(乙亥) |            |            |

## 같이 보기
- 다른 왕조의 같은 연호
  - 서진(西晉) 영평(291년)
  - 북위(北魏) 영평(508년 ~ 512년)
  - 전촉(前蜀) 영평(911년 ~ 915년)

- 중국의 연호